# GEICO
Government Employees Insurance Company dit GEICO est une entreprise américaine d'assurance automobile.
Basée à Chevy Chase dans le Maryland, il s'agit du deuxième assureur automobile en importance aux États-Unis après State Farm.
GEICO est une filiale de Berkshire Hathaway.